# Lego The Hobbit
Lego The Hobbit (Lego Хоббит) — приключенческая компьютерная игра 2014 года. Она была разработана компанией Traveller’s Tales и выпущена студией Warner Bros. Interactive Entertainment для платформ Microsoft Windows, PlayStation 3, PlayStation 4, PlayStation Vita, Wii U, Nintendo 3DS, Xbox 360, Xbox One и MacOS. Игра является приквелом Lego The Lord of the Rings. Lego The Hobbit базируется на сюжете фильмов «Хоббит: Нежданное путешествие» и «Хоббит: Пустошь Смауга». Также планировался дополнительный загружаемый контент в виде сценария «Хоббит: Битва пяти воинств», но вскоре TT Games заморозили этот проект.

## Об игре

### Игровой процесс
Lego The Hobbit демонстрирует геймплей во многом схожий с предыдущими играми Lego, где игрок должен найти предметы или детали для того, чтобы построить какой-либо объект. Каждый персонаж в игре имеет свои определённые способности, например умение стрелять из лука или возможность извлечения минералов. Игровой процесс Lego The Hobbit проходит на большой карте, а не на отдельной локации, тем самым давая возможность игроку выполнять миссии в любом порядке. Локации в игре во многом основаны на местах из кинофильмов.

## Восприятие
| Сводный рейтинг    | Сводный рейтинг                                      |
| Агрегатор          | Оценка                                               |
| ------------------ | ---------------------------------------------------- |
| GameRankings       | (PS4) 73,15 % (XONE) 69,54 %                         |
| Metacritic         | (PS4) 72/100 (X360) 70/100 (PC) 68/100 (XONE) 69/100 |
| Иноязычные издания |                                                      |
| Издание            | Оценка                                               |
| Destructoid        | 6,5/10                                               |
| Eurogamer          | 6/10                                                 |
| GameSpot           | 5/10                                                 |
| GamesRadar+        | [ 12 ]                                               |
| IGN                | 7,4/10                                               |
| Nintendo Life      | [ 14 ]                                               |
| OXM                | 6/10                                                 |
| Polygon            | 8/10                                                 |

Игра получила смешанные отзывы. На сайте-агрегаторе Metacritic средняя оценка игры составляет 72 из 100 на основе 47 обзоров для платформы PS4. Рецензенты высоко оценили визуальное исполнение игры и юмор. Критике подверглись бессвязное повествование сюжета, непроработанность персонажей и концовка игры.
Летом 2018 года, благодаря уязвимости в защите Steam Web API, стало известно, что точное количество пользователей сервиса Steam, которые играли в игру хотя бы один раз, составляет 400 545 человек.